# Казалето Лодиджано
Казалѐто Лодиджа̀но (на италиански: Casaletto Lodigiano, на западноломбардски: Casalèt, Казалет) е малко градче и община в Северна Италия, провинция Лоди, регион Ломбардия. Разположено е на 80 m надморска височина. Населението на общината е 2875 души (към 2012 г.).